# ألكسندر فير
ألكسندر فير Alexandr Fier (ولد في 11 مارس 1988) لاعب شطرنج برازيلي يحمل لقب أستاذ كبير.

## إنجازات
- فاز ببطولة البرازيل للشطرنج عام 2005.
- فاز بخمس ميداليات ذهبية في مهرجان بام أميركا للشطرنج للشباب، تحت 10 سنوات في عام 1996 و1997، وتحت 12 سنة في عام 2000، وتحت 14 سنة في عام 2002، وتحت 18 سنة في عام 2005.
- فاز ببطولة أمريكا الجنوبية للشطرنج للشباب أعوام 2006، 2008، 2009.
- فاز بدورة آنوس دا فيديراساو للشطرنج عام 2006 المقامة في ساو باولو.
- شارك في كأس العالم للشطرنج عام 2011، وهزم في الجولة الثانية أمام ألكسندر موروزيفيتش.

## زواجه
- تزوج نينو مايسورادزه التي تحمل لقب أستاذة كبيرة سيدة.

## تصنيف
- بلغ في تصنيف إيلو 2557 نقطة في يناير 2018.

## روابط خارجية
- ألكسندر فير على موقع الاتحاد الدولي للشطرنج (الإنجليزية)
- ألكسندر فير على موقع مباريات الشطرنج (الإنجليزية)
- ألكسندر فير على موقع 365Chess.com (الإنجليزية)
- ألكسندر فير على موقع Chesstempo.com (الإنجليزية)
- ألكسندر فير على موقع اتحاد المراسلات الدولية للشطرنج (الإنجليزية)
- ألكسندر فير سجل أولمبياد الشطرنج على موقع OlimpBase.org (الإنجليزية)